# Spilogona gobiensis
Spilogona gobiensis är en tvåvingeart som beskrevs av Willi Hennig 1959. Spilogona gobiensis ingår i släktet Spilogona och familjen husflugor. Inga underarter finns listade i Catalogue of Life.